# Lukas Haslwanter
Lukas Haslwanter (* 24. September 2000) ist ein österreichischer American-Football-Spieler auf der Position des Runningbacks.

## Werdegang
Haslwanter, der zuvor im Ski Alpin aktiv gewesen war, begann 2016 im Jugendbereich der Swarco Raiders in Innsbruck mit dem American Football. Mit der österreichischen U19-Nationalmannschaft wurde er 2019 Junioren-Europameister. Im selben Jahr bestritt er in der 2. Mannschaft der Raiders seine erste Herren-Saison. Zur AFL-Saison 2021 wurde Haslwanter in die Kampfmannschaft hochgezogen, verpasste aber einige Spiele aufgrund einer Verletzung. Insgesamt verzeichnete er 129 Rushing Yards für zwei Touchdowns und zwölf Receptions für 52 Yards. Mit den Raiders gewann er zum Saisonende die Austrian Bowl. Haslwanter debütierte im Oktober 2021 im Rahmen der Europameisterschaft in der österreichischen Nationalmannschaft.
Für die Saison 2022 unterschrieb Haslwanter einen Vertrag bei den Raiders Tirol, die in dem Jahr erstmals als Franchise in der European League of Football (ELF) antraten. Am vierten Spieltag erzielte er in Stuttgart seinen ersten Touchdown in der ELF. Mit den Raiders erreichte er das Halbfinale, das jedoch gegen die Hamburg Sea Devils verloren ging. Ende Dezember 2022 gaben die Raiders die Verlängerung mit Haslwanter um eine weitere Saison bekannt.

## Statistiken
| Jahr                            | Team          | Spiele | Starts | Rushing | Rushing | Rushing | Rushing | Rushing | Receiving | Receiving | Receiving | Receiving | Receiving | Receiving |
| Jahr                            | Team          | Spiele | Starts | Att     | Yds     | Avg     | TD      | Lng     | Rec       | Tgt       | Yds       | Avg       | TD        | Lng       |
| ------------------------------- | ------------- | ------ | ------ | ------- | ------- | ------- | ------- | ------- | --------- | --------- | --------- | --------- | --------- | --------- |
| European League of Football     |               |        |        |         |         |         |         |         |           |           |           |           |           |           |
| 2022                            | Raiders Tirol | 12     | 0      | 48      | 210     | 4,4     | 5       | 14      | 6         | 7         | 50        | 8,3       | 1         | 16        |
| 2023                            | Raiders Tirol | 11     | 0      | 72      | 355     | 4,9     | 2       | 35      | 8         | 13        | 45        | 5,6       | 0         | 10        |
| ELF Gesamt                      | ELF Gesamt    | 23     | 0      | 120     | 565     | 4,7     | 7       | 35      | 14        | 20        | 95        | 6,8       | 1         | 16        |
| Quellen: sportsmetrics.football |               |        |        |         |         |         |         |         |           |           |           |           |           |           |

## Privates
Haslwanter besuchte bis 2015 die Ski-Mittelschule Neustift und anschließend die Handelsakademie und Handelsschule in Innsbruck. Im Jahr 2021 absolvierte er seinen Grundwehrdienst im Bundesheer und war dabei Teil des Heeressportprogramms, das es ausgewählten Athleten ermöglicht, ein Jahr als Profisportler zu trainieren und zu leben. Als Heeressportler trug er den Dienstgrad Rekrut.